# Urena lobata
Urena lobata är en malvaväxtart som beskrevs av Carl von Linné. Urena lobata ingår i släktet Urena och familjen malvaväxter.

## Underarter
Arten delas in i följande underarter:
- U. l. chinensis
- U. l. grandiflora
- U. l. mauritiana
- U. l. reticulata
- U. l. scabriuscula
- U. l. tricuspis
- U. l. umbonata
- U. l. viminea

## Bildgalleri

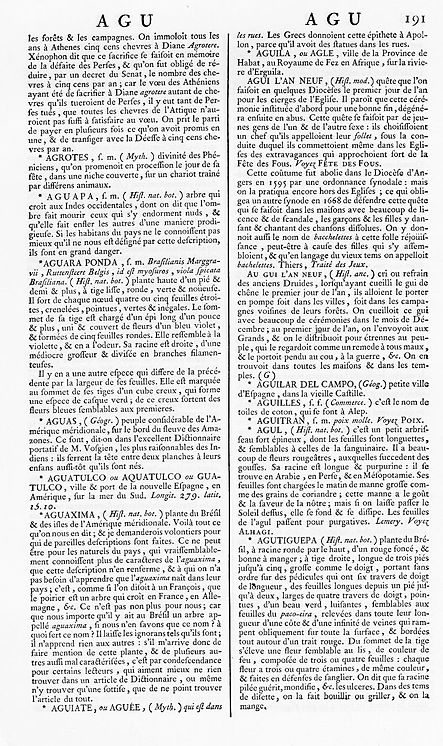